# Мирогоща Перша

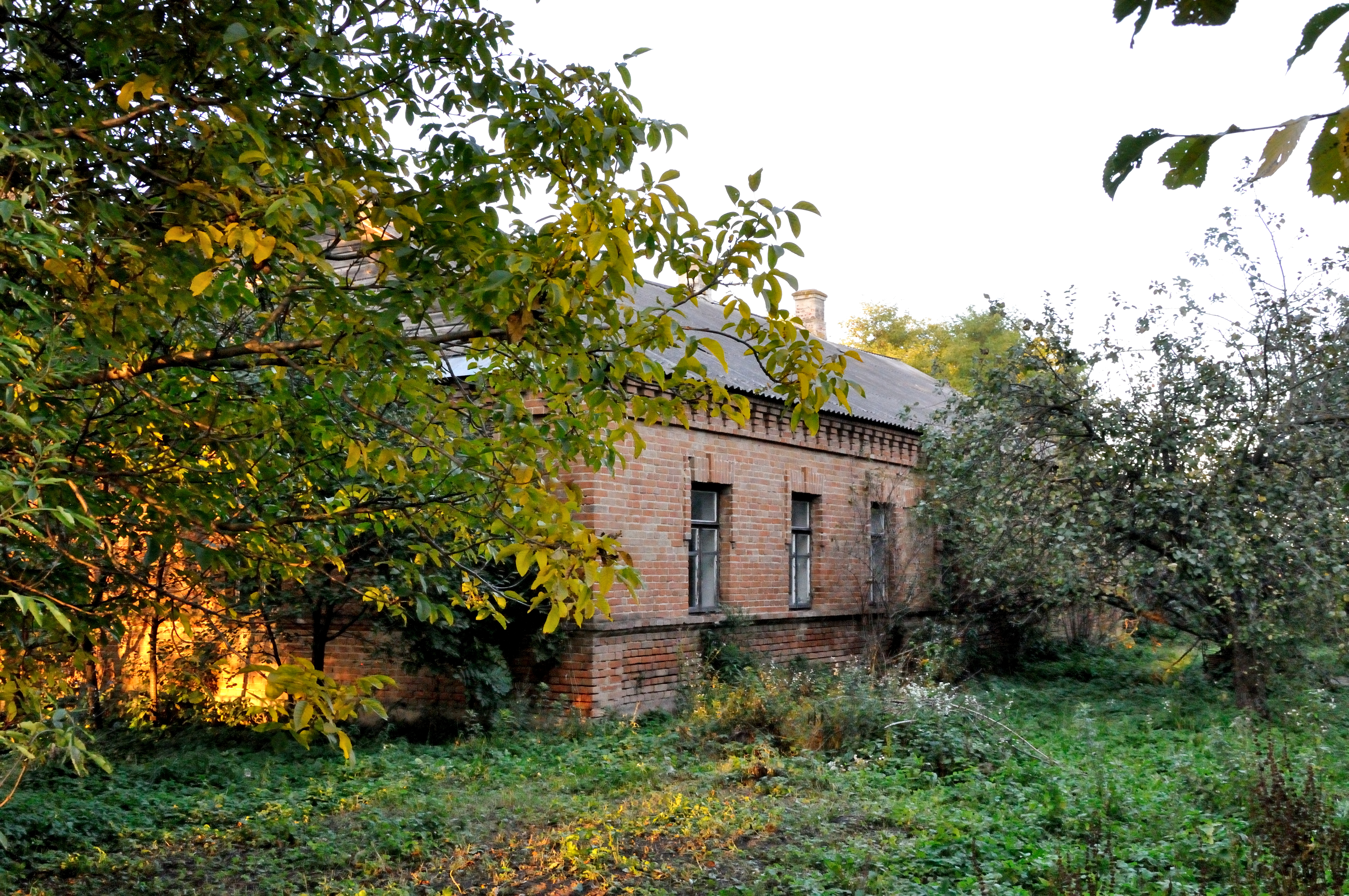
Садиба Козакевича (мур.), с. Мирогоща Перша,.jpg

Мирого́ща Пе́рша — село в Україні, у Мирогощанській сільській громаді Дубенського району Рівненської області, центр Мирогощанської об'єднаної громади. Населення становить близько 1800 осіб.

## Географія
Через село тече річка Липка, права притока Ікви.

## Герб
Щит скошений зліва лазуровим і зеленим. У першій частині срібний голуб, що летить, із розпростертими крилами з золотою лавровою гілкою в дзьобі. У другій частині золота квітка яблуні. У червоній главі срібний розширений хрест.

## Історія

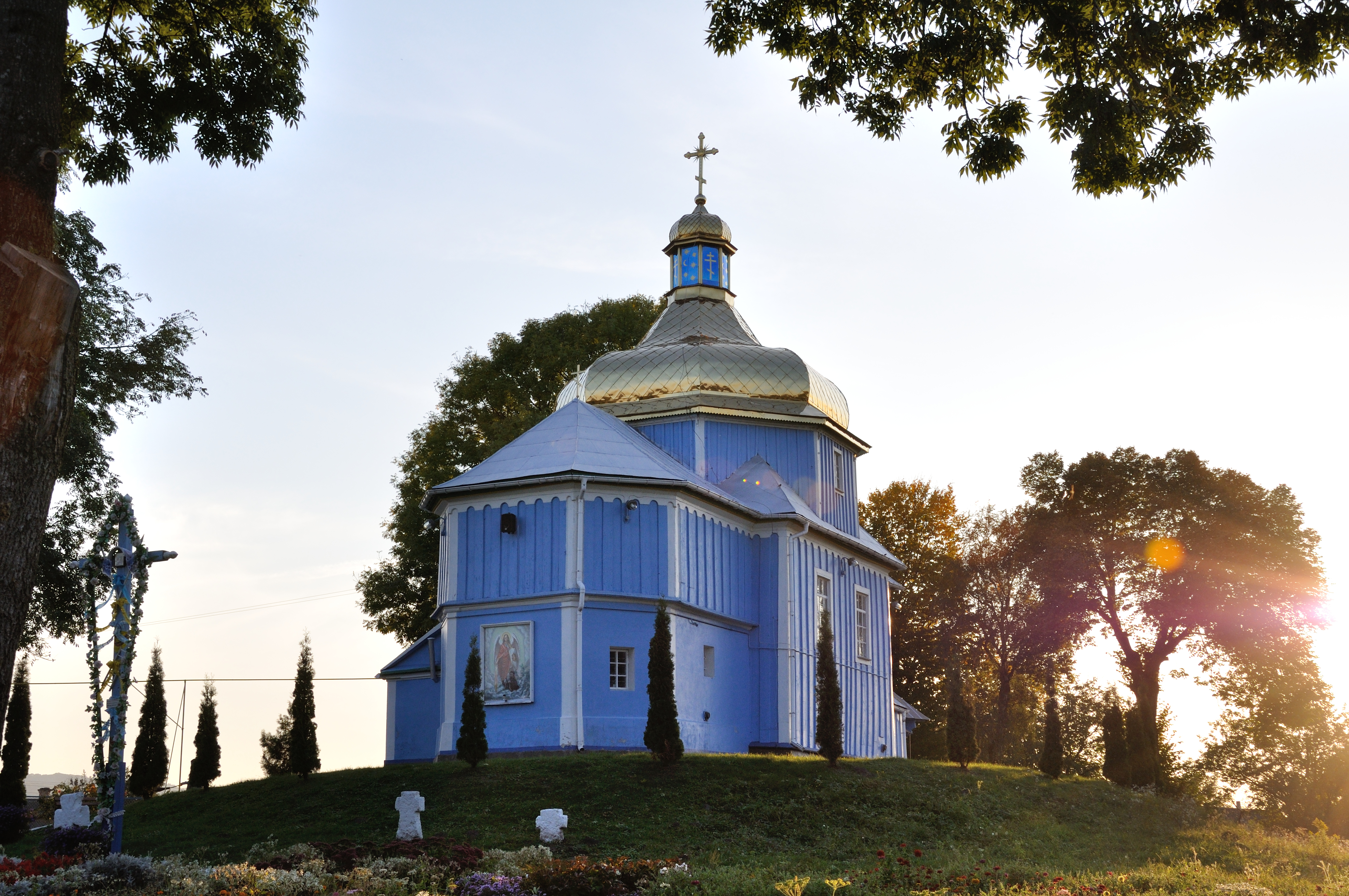
Михайлівська церква (дер.), с. Мирогоща Перша,.jpg

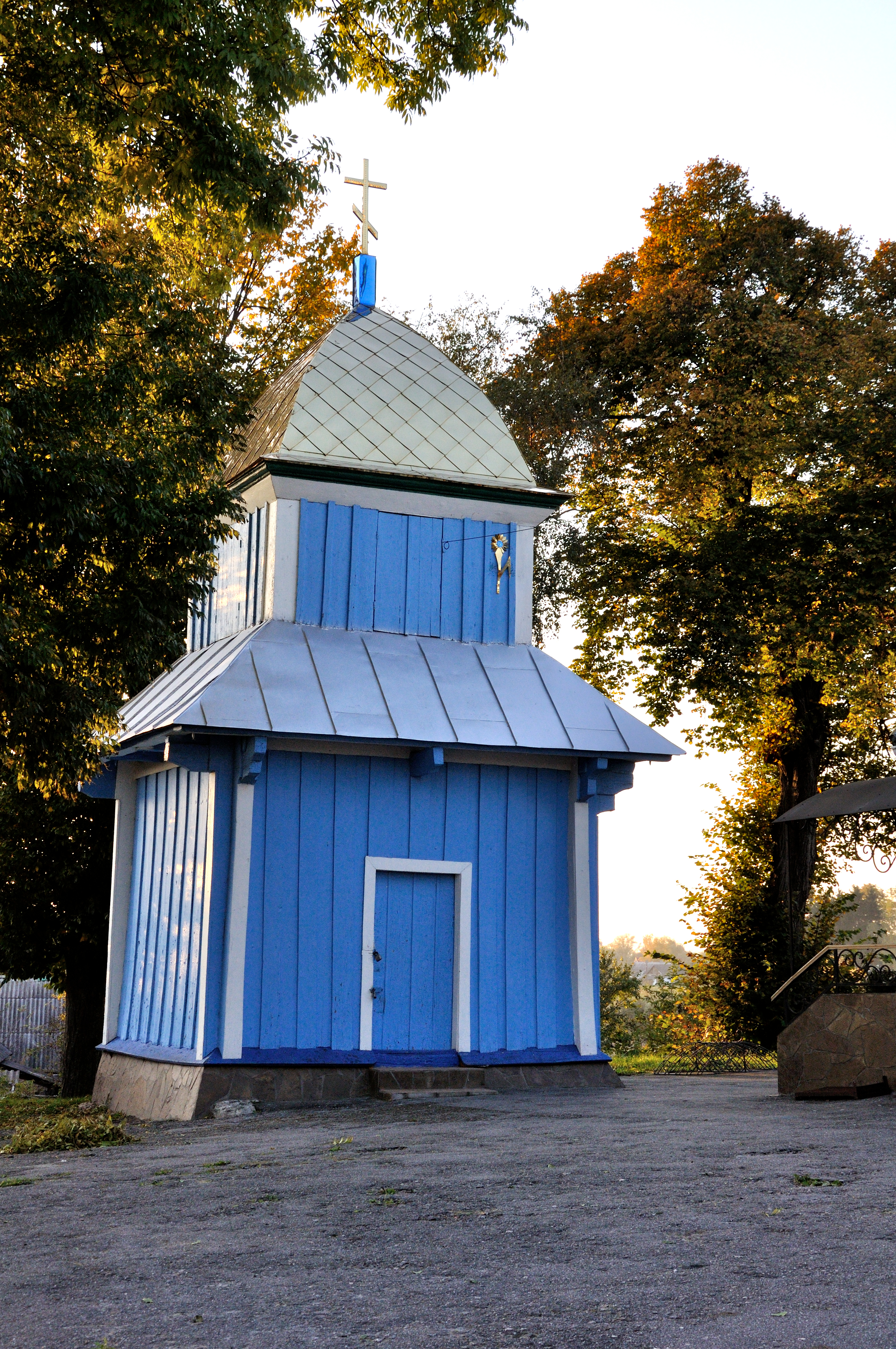
Дзвіниця Михайлівської церкви (дер.), с. Мирогоща Перша,.jpg

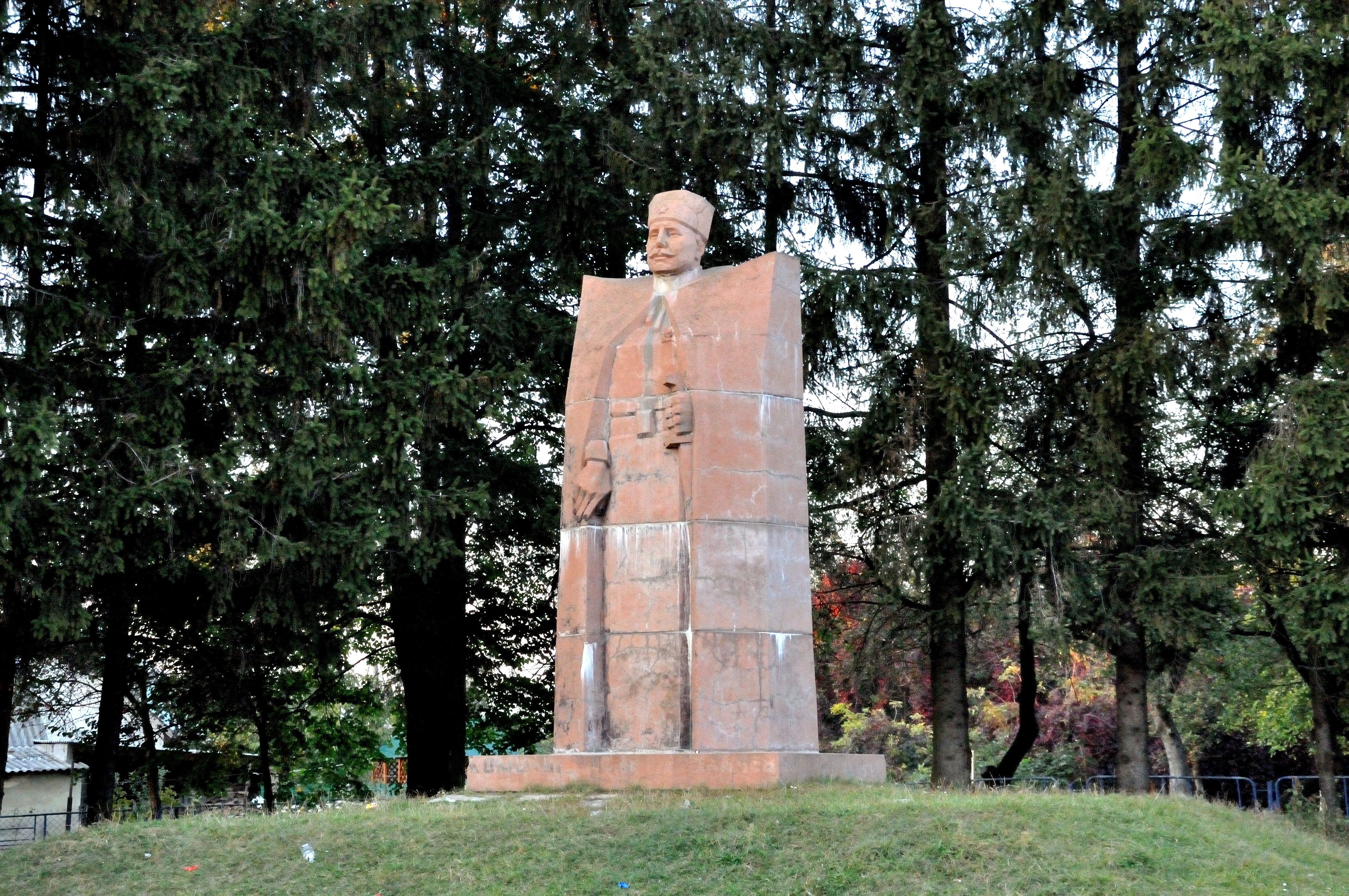
Пам'ятник комбригу С. М. Патолічеву, с. Мирогоща Перша,.jpg

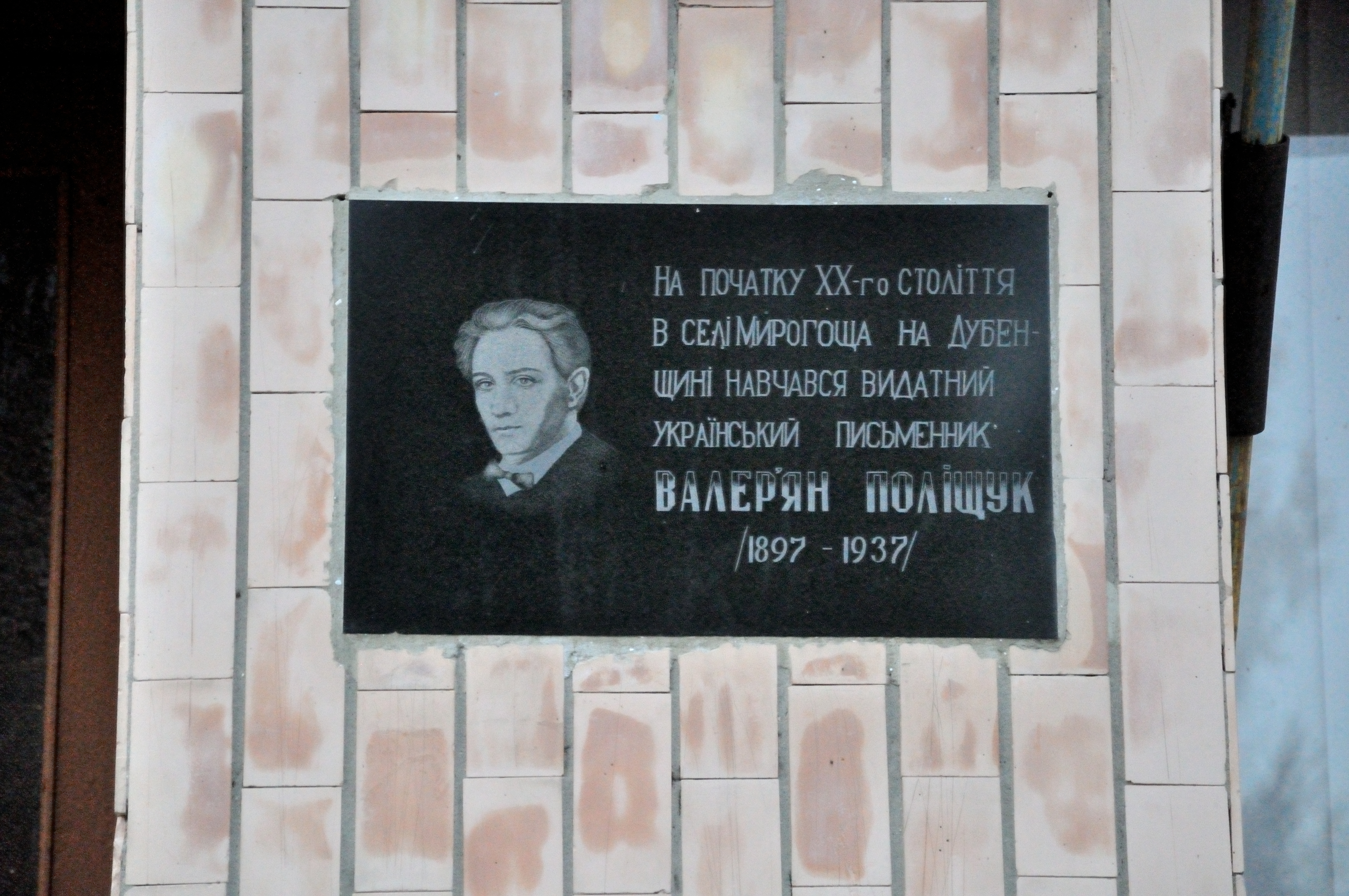
Меморіальна дошка на честь В. Поліщука, с. Мирогоща Перша,.jpg

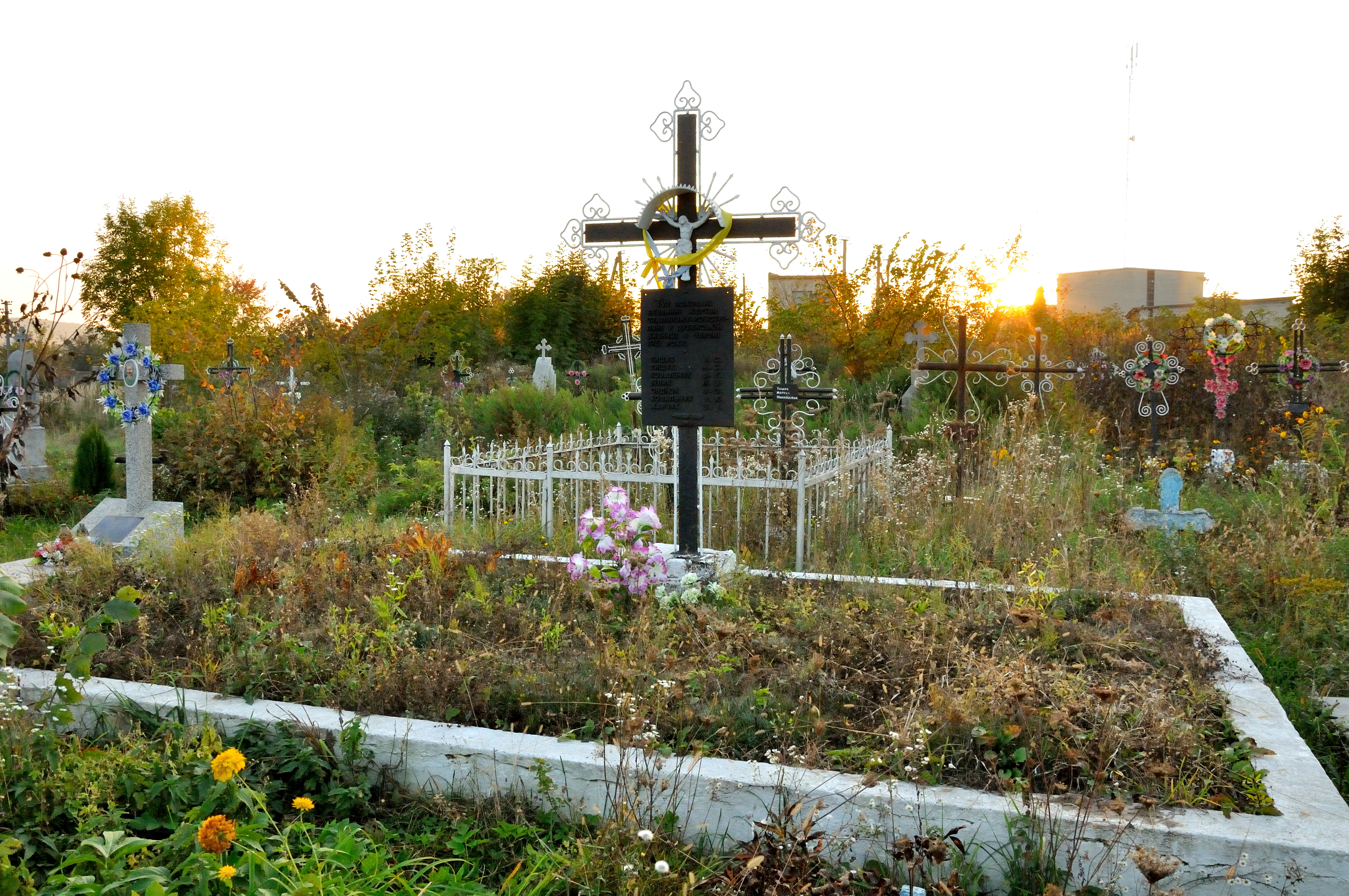
Братська могила жертв НКВД, с. Мирогоща Перша, старе кладовище.jpg

Вперше згадується у 1545 році. Тоді Мирогоща належала до Гнівоша Яловецького.
У 1562 році згадується в скарзі боярина з с. Княгинина, а в 1583 р. до Дмитра Яловецького (Єловицького), який з Мирогощи і Волиці Липної платив від 28 димів, 20 город, 2 вальних коліс, 1 попа.
Після поділу Речі Посполитої 1793 року територія, до якої належить Птича, відійшла (анексована) до Російської імперії. Містечко знаходилось у складі Дубенської волості Дубенського повіту Волинської губернії. Тоді було 56 дворів і 399 жителів, дерев'яна церква з 1787, збудована Яловицькими, початкова школа з 1865 р.
За переписом 1911 року в містечку було 1281 жителів, серед яких було багато колоністів. В селі працювали 2-класова школа, 5 крамниць, горілчана крамниця, ресторан, сушарня хмелю, броварня, бібліотека. До великої земельної власності належало 125 десятин. Велику власність і осередок-фільварок розкупили чехи-колоністи, які піднесли тут рільничу культуру і запровадили промислове виробництво.
В часи Першої світової війни біля Мирогощі проходила лінія фронту. З осені 1915 року перебувало під владою німецьких чи австро-угорських військ. В червні 1916 року захоплене російськими військами в ході Брусиловського прориву.
7 (20) листопада 1917 року, відповідно до Третього Універсалу Української Центральної Ради, увійшло до складу Української Народної Республіки.
Внаслідок поразки Перших визвольних змагань, а також підписання Польщею сепаратного Ризького мирного договору село опиняється під владою Республіки Польща.
З 1919 року село входить до складу Дубенської ґміни Дубенського повіту Волинського воєводства.
Літом 1920 року в селі відбувались бої між польськими та радянськими військами.
17 вересня 1939 року поблизу села дві бронемашини під командуванням старшого лейтенанта Аксьонова зупинили 4 ешелони з польськими військами, деморалізовані поляки здалися.
У вересні 1939 року, згідно із пактом Молотова — Ріббентропа, село відійшло до СРСР. 1940 Мирогоща ввійшла до складу Вербського району новоутвореної Ровенської області.
У червні 1941 було в епіцентрі найбільшої танкової битви в історії — Дубно—Луцьк—Броди.
У березні 1944 року село зайняте радянськими військами.
З 24 серпня 1991 року село входить до складу незалежної України.
12 червня 2020 року, відповідно до розпорядження Кабінету Міністрів України № 722-р від «Про визначення адміністративних центрів та затвердження територій територіальних громад Рівненської області», увійшло до складу Мирогощанської сільської громади.
19 липня 2020 року, в результаті адміністративно-територіальної реформи та ліквідації  Дубенського (1939—2020) району, село увійшло до складу новоутвореного Дубенського району.

## Навчальні заклади Мирогощі
У селі є: аграрний коледж та середня школа.

## Населення

### Мова
Розподіл населення за рідною мовою за даними перепису 2001 року:
| Мова            | Кількість | Відсоток |
| --------------- | --------- | -------- |
| українська      | 1914      | 98.61%   |
| російська       | 22        | 1.14%    |
| білоруська      | 2         | 0.10%    |
| румунська       | 1         | 0.05%    |
| польська        | 1         | 0.05%    |
| інші/не вказали | 1         | 0.05%    |
| Усього          | 1941      | 100%     |

## Відомі люди
- Кирилюк Людмила — художниця-муралістка.
- Медведєв Максим Анатолійович (1983—2015) — солдат Збройних сил України, учасник російсько-української війни 2014—2017 рр.
- Шумовський Арсен — інженер-механік, спеціаліст у ділянці будови локомотивів і зварювання, науковець і громадський діяч.
- Шумовський Павло — громадсько-політичний діяч, інженер-агроном, біолог, член-засновник УГВР.
- Шумовський Петро — громадський діяч, лікар.
- Шумовський Юрій Федорович — український археолог, дослідник археології Судану, палеонтолог, православний священник.
- Пшеничний Микола Іванович —  український поет, видавець, краєзнавець, громадський діяч.[11]